# إينتيرني (مسلسل)
إينتيرني (بالروسية: Интерны) هو مسلسل كوميدي روسي. تدور احداث المسلسل حول الأطباء والمتدربين الذين يشتغلون بإحدى مستشفيات مدينة موسكو. يعرض المسلسل على قناة تي إين تي الروسية وعرض لأول مرة في 29 مارس عام 2010.

## دكتور بيكوف
دكتور اندريه إفغينيفيتش بيكوف (بالروسية: Быков Андрей Евгеньевич) (ممثل:إيفان أخلوبيستين) هو رئيس قسم علاج الأمراض الباطنية بإحدى مستشفيات مدينة موسكو ومرشد المتدربين الأربعة.
بيكوف هو طبيب ماهر جدا، يشتغل في المستشفى منذ سنوات كثيرة. هو مطلق، زوجته السابقة تسكن في سانت بطرسبرغ. عنده ابنة آليسا التي قدمت إلى ابيها في الحلقة 56. بيكوف على العلاقة باناستاسيا كيسيغاتش وهي رئيسة المستشفي.
بيكوف دائما ساخر حتى درجة الاستهزاء.

## اناستاسيا كيسيغاتش
اناستاسيا كيسيغاتش (بالروسية: Анастасия Кисегач) رئيسة المستشفى. إنها ذات الخبرة، ثابتة العزم، ولكنها حساسة في الوقت نفسه. هي على علاقات جنسية مع بيكوف منذ دراستهما في الكلية الطبية.

## بوريس ليفين
بوريس ليفين (بالروسية: Борис Левин) (ممثل:دميتري شاراكويس) هو أحد المتدربين، حصل على الدبلوم الأحمر. يعاني من التخويف من قبل كلا رومانينكو ولوبانوف. دخل علاقة طويلة مع ممرضة، ليوبوف ميخايلوفنا. هي أكبر من ليفين سنا، وذكر مرة واحدة أن والدته أكبر سنا من والده، مشيرا إلى أنه يوجه إلى النساء المماثلة لأمه. ليفين هو هزيل بدنيا ويرتدي نظارات سميكة. فإنه يود أن يفوز بجائزة نوبل. في الحلقة 56 غادر روسيا إلى أمريكا لتدريب في إحدى المستشفيات.

## فاريا تشيرناوس
فاريا تشيرناؤوس (بالروسية: Варя Черноус) (ممثلة:كريستينا آسموس) متدربة أنثى وحيدة، وكثيرا ما تتعرض لتصريحات مهينة عن جنسها. هي صادقة جدا ومفتوحة عاطفيا، ولها المثل الأخلاقي العالي جدا، وغالبا ما تعترض للمزح. وعند بداية المسلسل، قالت انها محدودة للغاية في التجربة الجنسية وتبين أنها خلال دراستها في كلية الطب حاولت الانتحار بعد أن فارقها الرجل الذي افتض بكارتها. على الرغم من أنها رفضت في البداية أن تواعد رومانينكو بسبب سمعته، في المطاف دخلت علاقة معه.

## غليب رومانينكو
غليب رومانينكو (بالروسية: Глеб Рамоненко) (ممثل:إليا غلينيكوف) هو متدرب وابن رئيسة المستشفى ولذلك يمر دورة التمرين بدون مشكلات. ليست لديه الرغبة في أن يكون طبيبا، ولكنه استسلم لضغط والدته، التي تدعمه ماليا.
خلال دراسته في الجامعة سهر اليالى في الأندية، وبالتالي لديه الكثير من المعرفة فيما يتعلق الأندية والمخدرات. في الموسم الثالث من المسلسل بدأ رومانينكو يوادع آليسة، وهي ابنة بيكوف.
لديه العلاقات العدوانية مع بيكوف، خاصة بسبب علاقات بيكوف الجنسية مع والدة رومانينكو.

## سيميون لوبانوف
سيميون لوبانوف (بالروسية: Семён Лобанов) (ممثل:ألكساندر إليين) هو أحد المتدربين. لديه الكثير من الخبرة العملية (بعد أن عمل في سيارة إسعاف وخدم في الجيش)، ولكنه يفتقر إلى المعرفة النظرية. في كثير من الأحيان يهمل المصطلحات الطبية وغير القادر على تشخيص أمراض بسيطة. ومع ذلك، فهو مفيد جدا في حالات الطوارئ.
في بداية قصة المسلسل، سيميون كان متزوجا، وكانت زوجته محامية ماهرة. طلقها في الموسم الثالث.

## فيل ريتشارس
فيل ريتشارس  (بالروسية: Фил Риччарс) (ممثل:Odin Lund Biron) هو متدرب من الولايات المتحدة. قدم روسيا للتدريب الطبي.

## وصلات خارجية
- إنتيرني على موقع IMDb (الإنجليزية)
- إنتيرني على موقع فيلمافينيتي (الإسبانية)
- إنتيرني على موقع كينوبويسك (الروسية)
- إنتيرني على موقع قاعدة بيانات الفيلم (الإنجليزية)

صفحة المسلسل في قاعدة بيانات الأفلام